# Departament de Musicologia de la Institució Milà i Fontanals
El Departament de Musicologia de la Institució Milà i Fontanals, que actualment forma part del Departament de Ciències Històriques: Musicologia de la "Institució Milà i Fontanals”, és un centre pertanyent al Consell Superior d'Investigacions Científiques (CSIC) que ha estat pioner en l'estudi musicològic de l'Estat espanyol. Té el seu origen a l'Institut Espanyol de Musicologia, fundat a Barcelona el 1943 per Higini Anglès.

## Objectiu i línies de treball
La seva finalitat és l'estudi i la publicació de les obres musicals hispàniques cultes i populars. Així, a través de la investigació musicològica dins de l'àmbit hispànic, segueix dues línies de treball: “música i societat” i “Recuperació del patrimoni musical històric”. Entre els diversos projectes de recerca que es porten a terme es troben els relacionats amb la musicologia històrica, els estudis de gènere, d'identitat i també s'ocupa de les relacions musicals amb Hispanoamèrica. També s'ocupa de la catalogació, de la publicació de catàlegs de diversos fons del patrimoni musical hispànic i de l'estudi crític de fonts musicals hispanes.

## Publicacions i difusió del patrimoni
La tasca investigadora es concreta en la difusió de diversos treballs i estudis científics, principalment, a través de la seva publicació periòdica anual, l'Anuario Musical que es publica des de 1946. També s'ocupa de l'edició de les col·leccions “Monumentos de la Música Española”, que es publica des del 1941, i “Música Poética”, una col·lecció discogràfica de música antiga, que es publica des del 2005. El Departament és també la seu de RISM (Répertoire International des Sources Musicales)–España. El seu fons bibliogàfic està compost per una biblioteca especialitzada de més de 44.000 volumns i amb diversos fons especials. Darrerament, també s'ocupa de la publicació de Textos Universitarios sobre edició facsímil de l'obra dels principals tractadistes i teòrics musicals hispànics. Des del 2013 es pot accedir a través d'una pàgina web al Fons de Música Tradicional, que recull el treball dut a terme a través de les ‘missions folklòriques' i ‘concursos' de recollida de música tradicional per totes les regions espanyoles, que van donar origen a l'important Fons de Música Tradicional CSIC-IMF. També en accés obert, des de 2017, es troba el portal web Llibres de Polifonia Hispana (LPH), que té com a objectiu servir d'eina de recerca sobre llibres manuscrits i impresos de polifonia a Espanya i llibres amb polifonia hispana d'altres països.

## Directors
Des de la seva creació el 1943, ha estat dirigit per Higini Anglès (1943-69), Miquel Querol i Gavaldà (1969-82), Josep Maria Llorens i Cisteró (1982-89), José Vicente González Valle (1989-98), Josep Pavia i Simó (1999) i Antonio Ezquerro Esteban (des del 2000).